# 本行寺 (佐賀市)
本行寺（ほんぎょうじ）は、佐賀県佐賀市西田代にある日蓮宗の身延山派の寺院。山号は常住山。旧本山は大本山法華経寺。親師法縁。

## 由緒
1508年（永正5年）龍造寺胤家（龍造寺隆信の曾祖伯父）の開基、日政の開山により創建された。

## 文化財
- 江藤新平墓
- 成富茂安墓
- 毘沙門天像（佐賀市指定文化財）

## 旧末寺
日蓮宗は昭和16年に本末を解体したため、現在では、旧本山、旧末寺と呼びならわしている。
- 真如山本覚寺（嬉野市大字吉田甲）
- 正立山本長寺（鹿島市高津原横田）

## アクセス
- 佐賀駅バスセンターから辻の堂方面、西田代下車。
- 佐賀大和インターチェンジから車で約30分。

## 所在地
- 佐賀県佐賀市西田代1-4-6

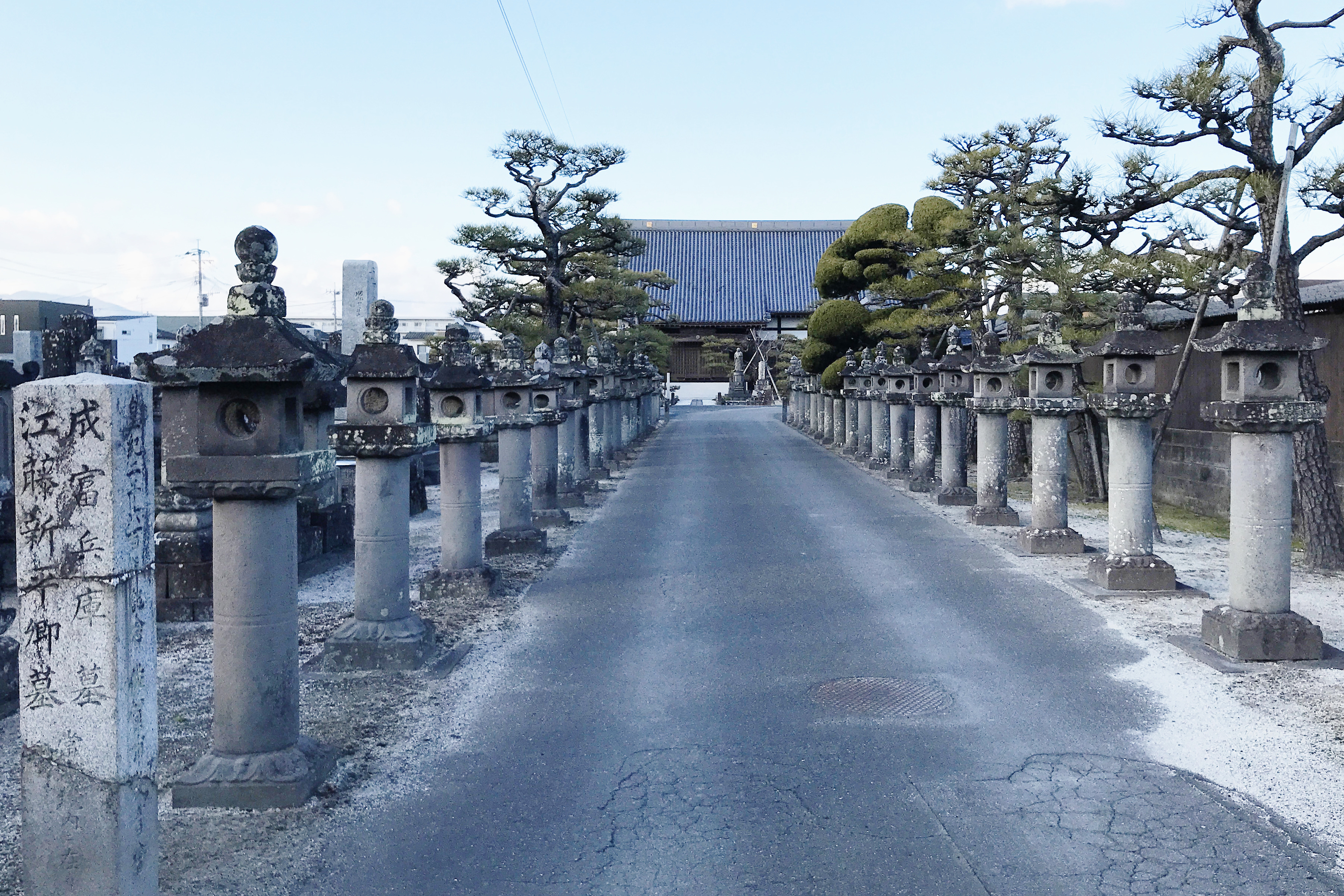
参道の灯籠
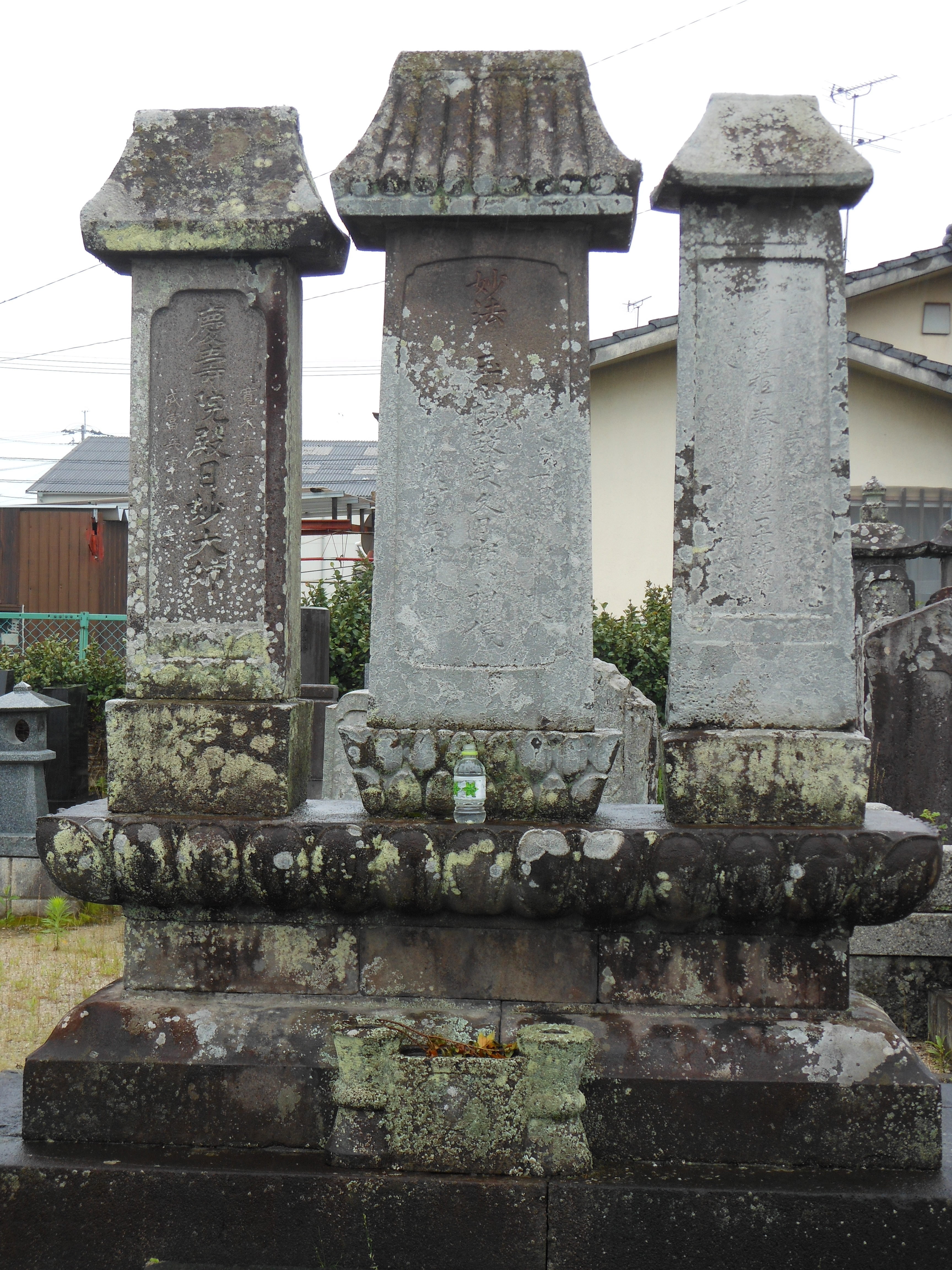
成富茂安の墓
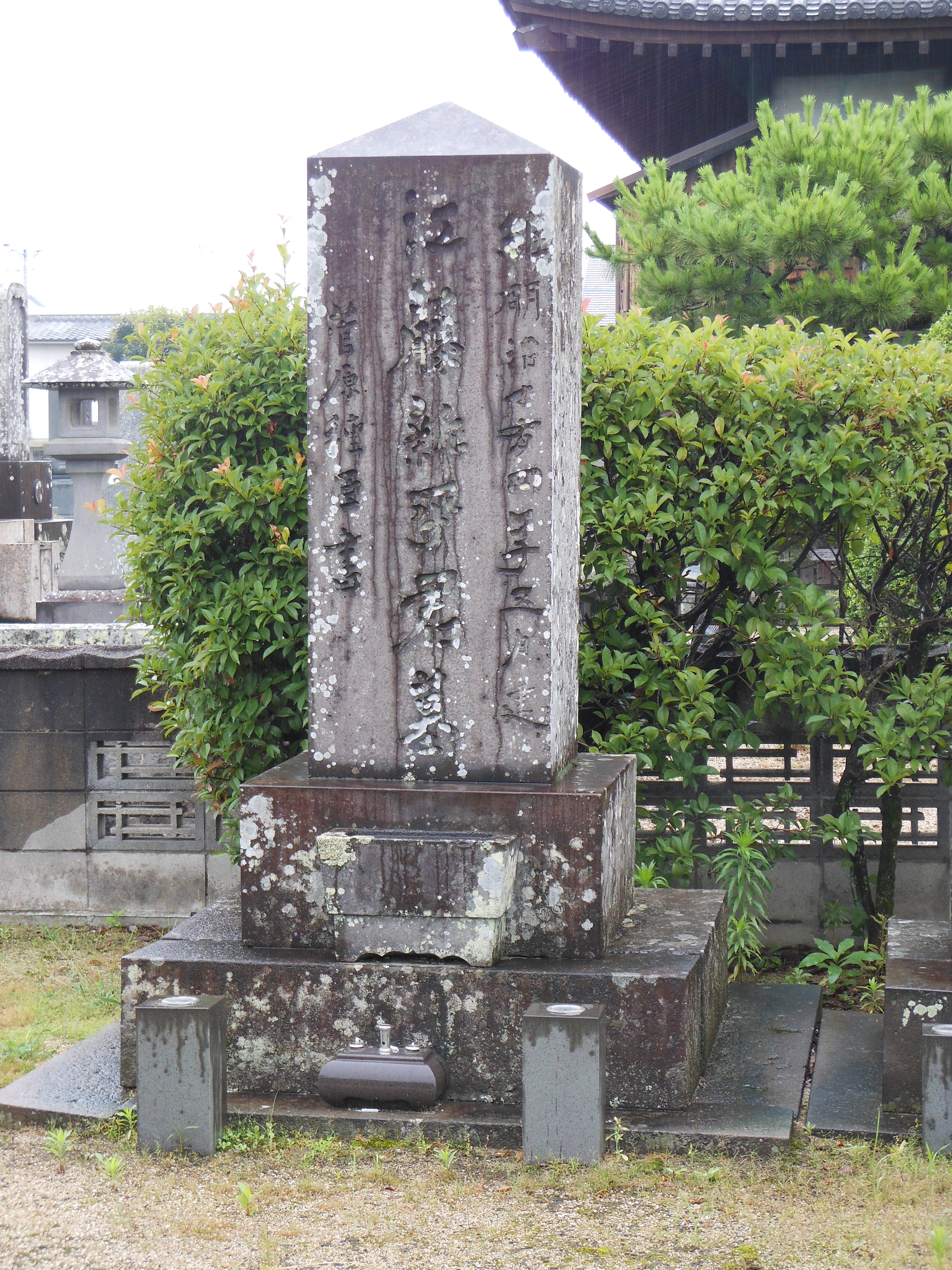
江藤新平の墓